# Seko Fofana
Seko Mohamed Fofana (* 7. Mai 1995 in Paris) ist ein ivorisch-französischer Fußballspieler. Der Mittelfeldspieler steht bei Stade Rennes unter Vertrag.

## Karriere

### Verein
Der in Frankreich geborene und aufgewachsene Fofana begann seine Karriere bei Paris FC 2000 und dem FC Lorient, für deren Jugendmannschaften er bis 2010 spielte. Zur Saison 2013/14 wechselte er in die Jugendabteilung von Manchester City. Da er bei City in der Saison 2014/15 keine Spielpraxis in der ersten Elf erhielt, wurde er an den SC Bastia ausgeliehen. Nach seiner Rückkehr wurde er zum CFC Genua verliehen. Zur Saison 2016/17 verpflichtete ihn der italienische Erstligist Udinese Calcio. Im August 2020 wechselt er nach Frankreich zum RC Lens, der zur Saison 2020/21 in die Ligue 1 aufgestiegen war, und unterschrieb dort einen Vertrag mit einer Laufzeit von vier Jahren.
Im Sommer 2023 wechselte er für 25 Millionen Euro nach Saudi-Arabien zum Al-Nassr FC. Nach bis dahin 14 Ligaeinsätzen verlieh ihn der Verein im Januar 2024 für ein halbes Jahr an den Ligakonkurrenten al-Ettifaq.
Im Januar 2025 wechselte er nach Frankreich zu Stade Rennes und unterschrieb dort einen Vertrag bis 2029.

### Nationalmannschaft
Am 7. Dezember 2010 debütierte Fofana beim 3:1-Testspielerfolg in Treforest gegen Wales für die französische U-16-Nationalmannschaft. Sein zwölftes und letztes Spiel absolvierte er am 25. Mai 2011 bei der 1:2-Niederlage im Testspiel gegen Deutschland. Am 27. September 2011 absolvierte Fofana beim torlosen Unentschieden im Testspiel in Kiew gegen die Ukraine sein erstes Spiel für die französische U-17-Nationalelf. Er kam von 2011 bis 2012 zu elf Einsätzen. Am 6. September 2012 bestritt Fofana seinen ersten Einsatz für die französische U-18, als er beim 4:1-Sieg im Testspiel in Melk gegen Österreich eingesetzt wurde. Von 2012 bis 2013 kam er zu sieben Einsätzen. Am 5. September 2013 absolvierte Fofana beim 1:0-Sieg im serbischen Subotica gegen Israel sein erstes von drei Einsätzen für die französische U-19.
Im April 2017 entschied sich Fofana, künftig für die ivorische Nationalmannschaft zu spielen. Sein erstes Länderspiel war am 11. November 2017 bei einem Qualifikationsspiel zum Fußball-Weltmeisterschaft gegen Marokko. Anfang 2024 nahm er mit der Mannschaft an seinem ersten Turnier teil und konnte mit ihr den Afrika-Cup 2024 gewinnen, wobei er selbst in allen sieben Turnierspielen zum Einsatz kam.

### Erfolge und Auszeichnungen
- Afrika-Cup-Sieger: 2024
- Spieler des Monats der Ligue 1: September 2021